# Rohan (Midgård)

Rohans vapensköld.

Rohan är ett land som förekommer i J.R.R. Tolkiens trilogi Härskarringen.
Även benämnt Rochand, Mark och Riddermark, betyder Hästens land. Roch kommer från det alviska ordet för häst. Landet är hästfurstarnas, Rohirrims, rike i mellersta Midgård. Rohan består till största delen av slätter där Rohirrims hästar betar.

## Geografi
Rohan beskrivs som ett land med stora vidsträckta betesmarker, som prärielandet Great Plains och slättlandet Pampas i Argentina.

### Gränser
I söder bildar Ered Nimrais gränsen mot Gondor, åt sydost utgör Våtvången och Merings ström gränsen mot Gondor. I norr gränsar landet mot Emyn Muil, Fangorn och Lindelöv å. I väster är Rohans gap i praktiken gränsen, men egentligen tillhör ett litet område av Enedwaith, väster om gapet, Rohan. Men innan Saurons välde var över bodde där länge dunlänningar, som var fientligt inställda mot Rohirrim. Gondor behöll Isengård även efter att Cirion gav Eorl den unge Calenardhon till Rohirrim.

### Klimat
Klimatet är ofta varmt och behagligt, vindarna kan komma från vilken riktning som helst. Landet beskrivs ofta som ett "hav av gräs". Vid tiden för Ringens krig var Rohan ungefär en tredjedel så stort som Gondor.

### Fästningar och städer
Huvudstaden heter Edoras, som är ett slags fort av palissadmurar, som ligger på en stenig kulle nära Ered Nimrais. Aldburg är en liten befäst bosättning byggd av Eorl den unge i regionen Folde, några mil sydost om Edoras. Denna boning var hem för kung Théodens systerson Éomer, som var tredje marskalk av Mark och arvtagare till kungadömet. Snöbäcken är en annan viktig stad som liknar Edoras. Dune harv är en av Rohirrims tillflyktsorter vid Vita bergen, det är också där kungen brukade samla sina arméer inför krig. I Helms klyfta ligger Hornborgen som, liksom Isengård, byggdes av Gondor för länge sedan, men som nu tillhör Rohirrim. Det är det starkaste fortet i Rohan och det var där Sarumans horder blev besegrade i Ringens krig.

## Kultur
De Dúnedain som levde i Gondor menade att Rohirrim var släkt med dem på långt håll (ättlingar till Atanatári eller Edain), och kallade dem "mellan-folket. Detta för att de var underlägsna Númenóreanerna, men överlägsna de mörka människorna som dyrkade och tjänade Sauron.
I vilket fall, gick de inte till Beleriand som Edain gjorde, Edain fick sedan Númenor som belöning av Valar, som ett tack för deras insatser i Vredens krig. Rohirrims förfäder kallades Éothéod och dessa fick Calenardhon av Cirion efter Slaget vid Celebrant. 
Rohirrim var långa, vackra, bleka, och hade oftast blå ögon och blont långt hår. Av naturen var de stränga, stundtals våldsamma, allvarliga men också generösa, och mycket modiga och stolta. 
Rohirrim hade en gång kontakt med alverna, och kände till Eru, men liksom Dúnedain dyrkade de inte honom i några tempel. Men de tycks ha respekterat Oromë, jägaren, som de oftast kallade Béma.

## Hästar och krigföring

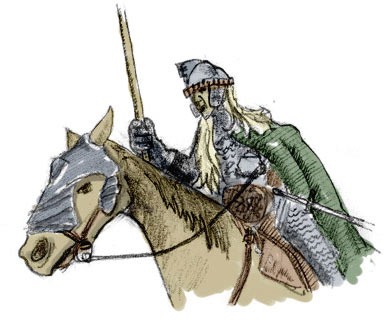
Rohanitisk kavallerist. Fan art.

Rohirrim var kända som mycket skickliga ryttare och hästuppfödare. Arméerna bestod uteslutande av kavalleri, indelade i mindre grupper kallade Éored. Rohan hade ingen större permanent armé, men stora styrkor kunde samlas vid behov. De hade runda sköldar, långa spjut, långa svärd, en lätt hjälm. Deras vapen och rustningar tillverkade de själva, men de fick även en del från Gondor.
Vid krigstid var varenda man tvungen att gå med i armén. Rohirrim var genom Eorls ed skyldiga att hjälpa Gondor om det behövdes. Om Gondor var i nöd kunde den Röda pilen till Rohan sändas som ett tecken på detta. Vårdkasarna kunde också användas i detta syfte.
Mearas var Rohans gamla hästras, de stora vackra hästarna. De kom till Midgård genom att Númenor tog dem med sig över havet. De är stora, vackra, och mycket snabba och tåliga. Olyckligtvis var rasen utdöende under tredje åldern. Gandalf den Vites häst Skuggfaxe var en av de sista. Aragorns häst Roheryn var en ättling till Mearas. Felaróf, Eorls vita hingst, var den största av dem. Benämningarna Rohan och Rohirrim var uttänkta av Hallas, Cirions son.

## Språk
Rohirrim har ett språk som skiljer sig från det de talar i Gondor, men båda är besläktade med Adûnaic, Edains språk.
Rohirrim själva kallar sitt land Ridenna-mearc, Riddermarken eller Éo-marc, Häst-marken, eller bara Mark. De kallar sig själva Eorlingas, Eorls söner. Det ursprungliga namnet för Rohirrims land är Lôgrad, där "lô"/"loh" motsvarar anglo-saxiskans "éo", häst.
Rohirrims språk förhåller sig till Väströna, det vanligaste språket i Midgård, som anglo-saxiska till modern engelska. Därför översatte Tolkien Rohirrims namn på platser och fraser till fornengelska, liksom Väströn blev översatt till engelska. Till exempel mearas (ett gammalt engelskt ord för "hästar", som förts vidare till engelska i formen märrar) och éored. Tolkien var filolog och var särskilt intresserad av de germanska språken. 
Många hobbitiska namn har likheter med Rohirrims språk , eftersom hobbitarnas förfäder bodde i samma dal som Rohirrims förfäder. Hobbit härstammar troligen från Rohirrims Holbytlan, som betyder hålbyggarna. Dessa namn är också översättningar av det väströnska kuduk och Rohirrims kûd-dûkan (de som bor i hål).

## Historia
På 1300-talet under Tredje åldern blev Gondor allierat med nordmännen som dvaldes i Rhovanion, ett folk som sägs vara besläktat med Människornas tre hus (sedermera Dúnedain från Första åldern).
På 2000-talet flyttade en av nordmännens stammar (de kallade sig Éothéod) från Anduins dalar, och slog sig ned nordväst om Mörkmården. I samband med detta rensade de upp resterna av vad som fanns kvar av Angmars rike öster om bergen. I samma veva uppstod en dispyt mellan Éothéod och dvärgarna om Scathas (drakens) skatt.
Senare år 2509 skickade Cirion, Gondors rikshovmästare, budbärare till Éothéod som bad om hjälp för att slå tillbaka östringarnas invasion. Eorl den unge, deras kung, gjorde inte budbärarna besvikna och de överraskade fienderna i slaget vid Celebrant. Det blev en stor seger och krigslyckan vände till Gondors och Éothéods fördel.
Som belöning fick Eorl hela Calenardhons land och han flyttade hela sitt kungarike dit, emedan Éothéod känt sig allt mer trängda i sitt eget rike i norr. Calenardhon hade tidigare varit en del av Gondor, men i samband med Den stora pesten år 1636 dog en stor del av befolkningen ut. De flesta som överlevde pesten dog innan Éothéod kom till undsättning. Därför var det lyckosamt både för Gondor och Éothéod att de kunde leva sida vid sida. 
Den första linjen av kungar varade i 249 år, tills den nionde kungen Helm Hammarnäve (i vissa översättningar Helm Hammarhand) dog år 2759 i tredje åldern. Hammarhand blev kung 2741 efter att hans far Gram avlidit. Under slutet av Hammarhands regeringstid hade Rohan stora problem med invasioner och den "Långa Vintern".
 Helm Hammarhand hade två söner; Haleth och Háma. Helm avled i strid tillsammans med sina söner. och hans systerson Fréalaf Hildeson bildade den nya linjen som varade till slutet av tredje åldern.
År 2758 blev Rohan invaderat av dunlänningar, under Wulfs ledning. Helm Hammarnäve och hans folk sökte sig till Hornborgen, där de uthärdade en långvarig belägring. Under en kall vinternatt dog Helm Hammarnäve vid borgen, men hjälp kom till slut från Gondor och Duneharv. 
Det dröjde inte länge innan Saruman kom och tog över Isengård, och han välkomnades som en stark allianspartner, eftersom det skulle ta nästan 200 år innan Rohan kunde återhämta sin styrka efter denna utstående invasion.
År 3014 började Saruman, genom Ormstungas förgiftade ord, försvaga kung Théoden, i ett led i att ta över eller invadera landet. År 3019 började han invadera Rohan i stor skala. Saruman vann en seger vid Isenvaden, där Théodred, kungens son, dödades. Men hans styrkor krossades vid slaget om Hornborgen, i slutet av slaget kom huorner till Rohirrims undsättning. Sedan stormades Isengård av enter som förintade alla återstående styrkor och fängslade Saruman i sitt eget torn.
Efter denna seger begav sig Théoden, med sin armé, till Minas Tirith där de bröt Mordors belägring av staden i slaget vid Pelennors fält. Där dog han också, men hämnades av Merry och Éowyn. Efter det blev Éomer kung av Rohan, och började därmed den tredje linjen av kungar. Éomer red med Gondors arméer till Svarta porten och deltog i slaget där. Efter att Den enda ringen blev förstörd bekräftade Éomer och Aragorn Eorls ed. 
Under början av Fjärde åldern var Rohan ett fredligt och välmående land. Alver passerade genom landet på väg mot Lindon för att sedan lämna Midgård. Dvärgar begav sig till Helms klyfta under ledning av Gimli, där de blev rika tack vare att de bröt ädla stenar där.